# Michele Wallace
Michele Faith Wallace (née le 4 janvier 1952) est une écrivain, essayiste, féministe et critique culturelle afro-américaine. Elle écrivit en 1978 Black Macho and the Myth of the Superwoman.

## Biographie
Michele Wallace, née le 4 janvier 1952 à New York, est la fille de Robert Earl Wallace, musicien, et Faith Ringgold, artiste peintre et auteure. 
En 1978, à l'âge de 26 ans, elle publie son premier livre, Black Macho and the Myth of the Superwoman, déclenchant des controverses dans la communauté afro-américaine et au-delà. 
Dans Black Macho and the Myth of the Superwoman, Wallace affirme que le mouvement du Black Power des années 1960 était la conquête du pouvoir par l'homme noir et qu'il était motivé par la vengeance et non par l'égalité. Elle a également noté l'attirance des hommes noirs pour les femmes blanches et s'est demandé si le mâle noir pouvait vraiment aimer une femme noire. Le livre explore la vie de la femme noire en créant une voix féminine, plutôt que de la laisser à l'interprétation des autres. Michele Wallace grandit à Harlem comme beaucoup de jeunes de l'époque, elle conteste les valeurs de la classe moyenne telle que l'autosatisfaction ou la complaisance. Elle a défié ces valeurs en parlant de l'oppression raciale et de l'oppression des femmes, des sujets qui ne sont pas discutés dans le monde des classes moyennes  des années 60,.  
Elle a trouvé sa voie dans l'écriture. Une nouvelle qu'elle écrit à l'université évoquant l'expérience du racisme à l'école primaire lui a valu un prix étudiant.Harlem.
Wallace a fréquenté l'école élémentaire Our Savior Lutheran Church, puis elle est inscrite New Lincoln School de Harlem.  
En 1969, elle est admise à l'Université Howard, puis elle retourne à Harlem pour suivre ses études au City College, de la City University of New York, où elle a obtenu un Bachelor of Arts (mention littérature anglaise et création littéraire) en 1974, et une Master of Arts en 1984.
Elle a fondé Women Student Artists for Black Liberation, a été membre fondatrice de la National Black Feminist Organization, elle est également membre d'Art Without Walls et a participé à l'organisation du Sojourner Truth Festival of the Arts.
De 1974 à 1975, Wallace rédige des recensions littéraires pour le magazine Newsweek à New York City. En 1976, elle est devenue professeur de journalisme à l'Université de New York (NYU) et plus tard, professeure de littérature anglaise.
Depuis 1995, Wallace est professeur d'anglais et d'études féminines au City College de New York.

## Publications
- 30 Americans: Rubell Family Collection, éd.  Rubell Family Collection, 2009,
- Dark Designs and Visual Culture, éd. Duke University Press Books, 2004,
- Black Popular Culture, éd. 1992, rééd. New Press, 1998,
- Invisibility Blues: From Pop to Theory, éd. Verso, 1990,
- Black Macho and the Myth of the Superwoman, éd. 1978, rééd. Verso, 1999